# 岡山県道156号賀陽有漢線
岡山県道156号賀陽有漢線（おかやまけんどう156ごう かよううかんせん）は、岡山県加賀郡吉備中央町から高梁市に至る一般県道である。

## 概要
加賀郡吉備中央町豊野と高梁市有漢町有漢を結ぶ。

### 路線データ
- 起点：加賀郡吉備中央町豊野（岡山県道31号高梁御津線交点、岡山県道369号尾原賀陽線終点）
- 終点：高梁市有漢町有漢（岡山県道49号高梁旭線交点）
- 総延長：8.2 km

## 歴史
- 1960年（昭和35年）3月18日 - 岡山県告示第335号により認定される。
- 1972年（昭和47年）頃 - 現行の県道番号に変更される。
- 2004年（平成16年）10月1日 - 上房郡賀陽町が御津郡加茂川町と対等合併して加賀郡吉備中央町が成立し、なおかつ上房郡有漢町が高梁市の一部になったことにより起終点の地名が変更される。

## 路線状況

### 重複区間
- 岡山県道369号尾原賀陽線（加賀郡吉備中央町豊野）

## 地理

### 通過する自治体
- 加賀郡吉備中央町
- 高梁市

### 交差する道路
| 交差する道路                                                | 市町村名 | 市町村名   | 交差する場所 | 交差する場所 |
| ----------------------------------------------------------- | -------- | ---------- | ------------ | ------------ |
| 岡山県道31号高梁御津線 岡山県道369号尾原賀陽線 重複区間起点 | 加賀郡   | 吉備中央町 | 豊野         | 起点         |
| 岡山県道369号尾原賀陽線 重複区間終点                        | 加賀郡   | 吉備中央町 | 豊野         |              |
| 岡山県道49号高梁旭線                                        | 高梁市   | 高梁市     | 有漢町有漢   | 終点         |

### 沿線
- 吉備中央町役場
- 吉備中央町立豊野小学校
- 高梁市役所有漢地域局